# Ekbergs Café
Ekbergs Café är ett bageri och konditori, grundat 1852, som sedan 1915 ligger vid Bulevarden i centrala Helsingfors i Finland, i stadsdelen Kampen. 
Konditoriet ägs idag av Otto Ekberg, som är en ättling till grundaren Fredrik Edvard Ekberg (1825–1891), i fjärde generationen. Också den femte generationen arbetar inom företaget. Ekbergs Café har bevarat sin inredning såsom den såg ut på 1950-talet.]

## Historik
Fredrik Ekberg grundade 1852 bageriet Ekberg 1852 Oy Ab efter sina studier och praktik i Helsingfors och Sankt Petersburg, som avslutades med ett bagarmästarprov. Bageriet började sin verksamhet den 3 februari och låg då i hörnet av Fredsgatan och Mariagatan. Fyra år senare, 1856, flyttade bageriet till Kiseleffska husets källare på Alexandersgatan 52, vid Senatstorget, som också var varuhuset Stockmanns första adress. 1862 startade Fredrik Ekberg här ett litet kafé, som kallades Gropen.
Till sin nuvarande plats flyttade verksamheten så fort fastigheten familjen låtit bygga på Bulevarden var klar för inflyttning.Konditoriet har 90 sittplatser.
Exempel på klassiska bakverk som finns kvar i Ekbergs sortiment sedan 1800-talet är alexandertårta, napoleonbakelse, berlinermunk, Gustav Adolfsbakelse och runebergstårta.

## Bildgalleri

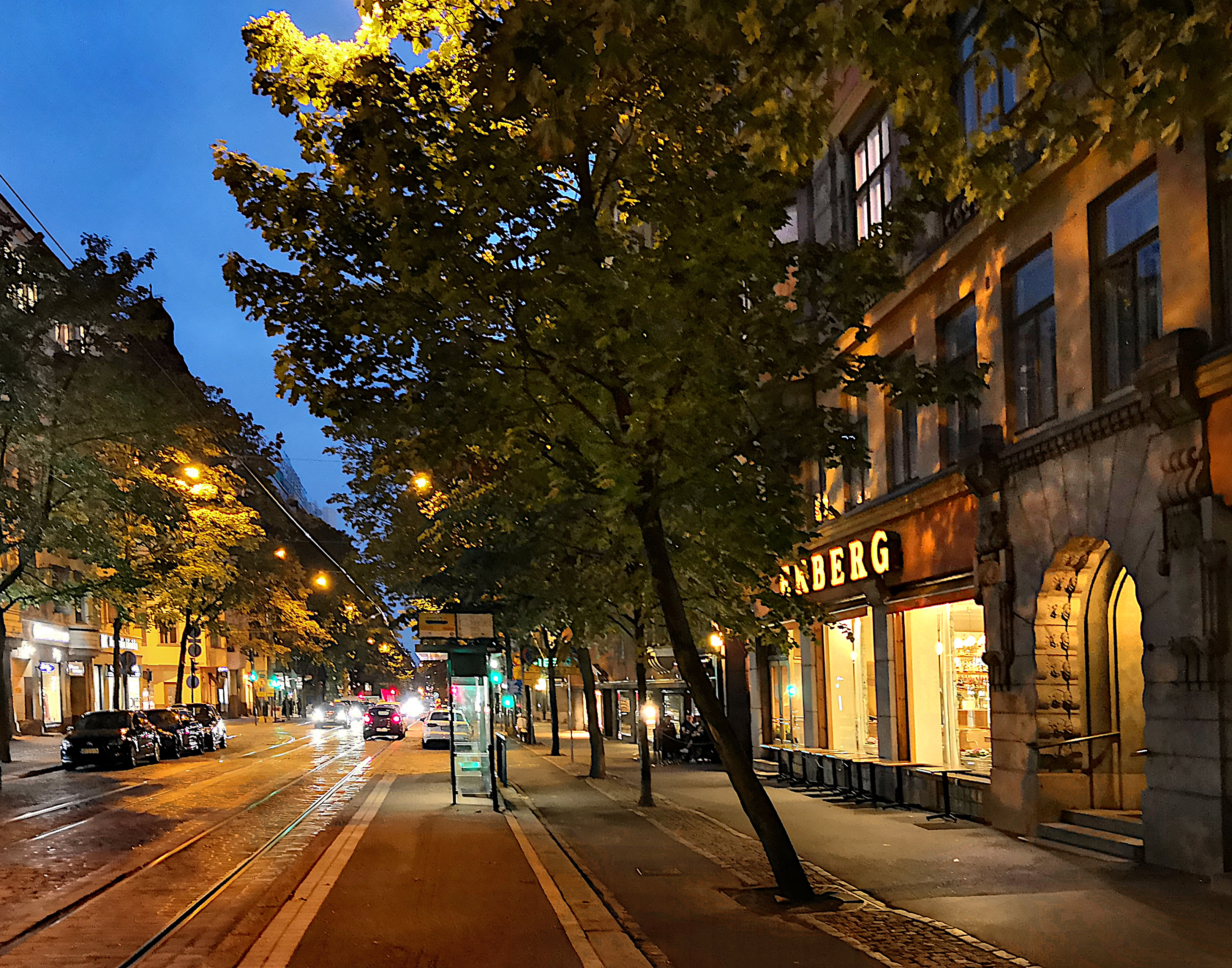
Ekbergs Café vid Bulevarden i Helsingfors
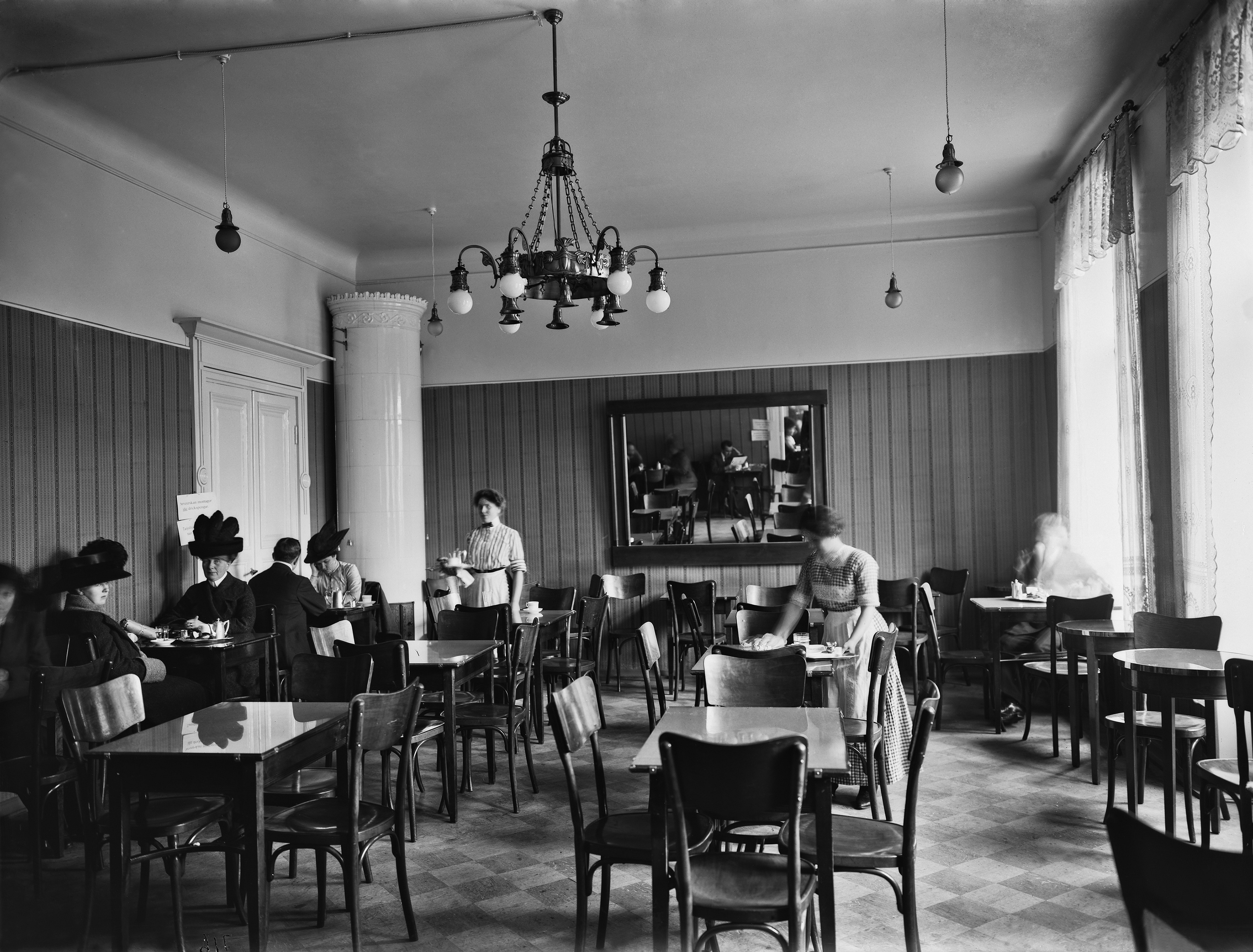
Ekbergs Café, 1912. Foto: Signe Brander
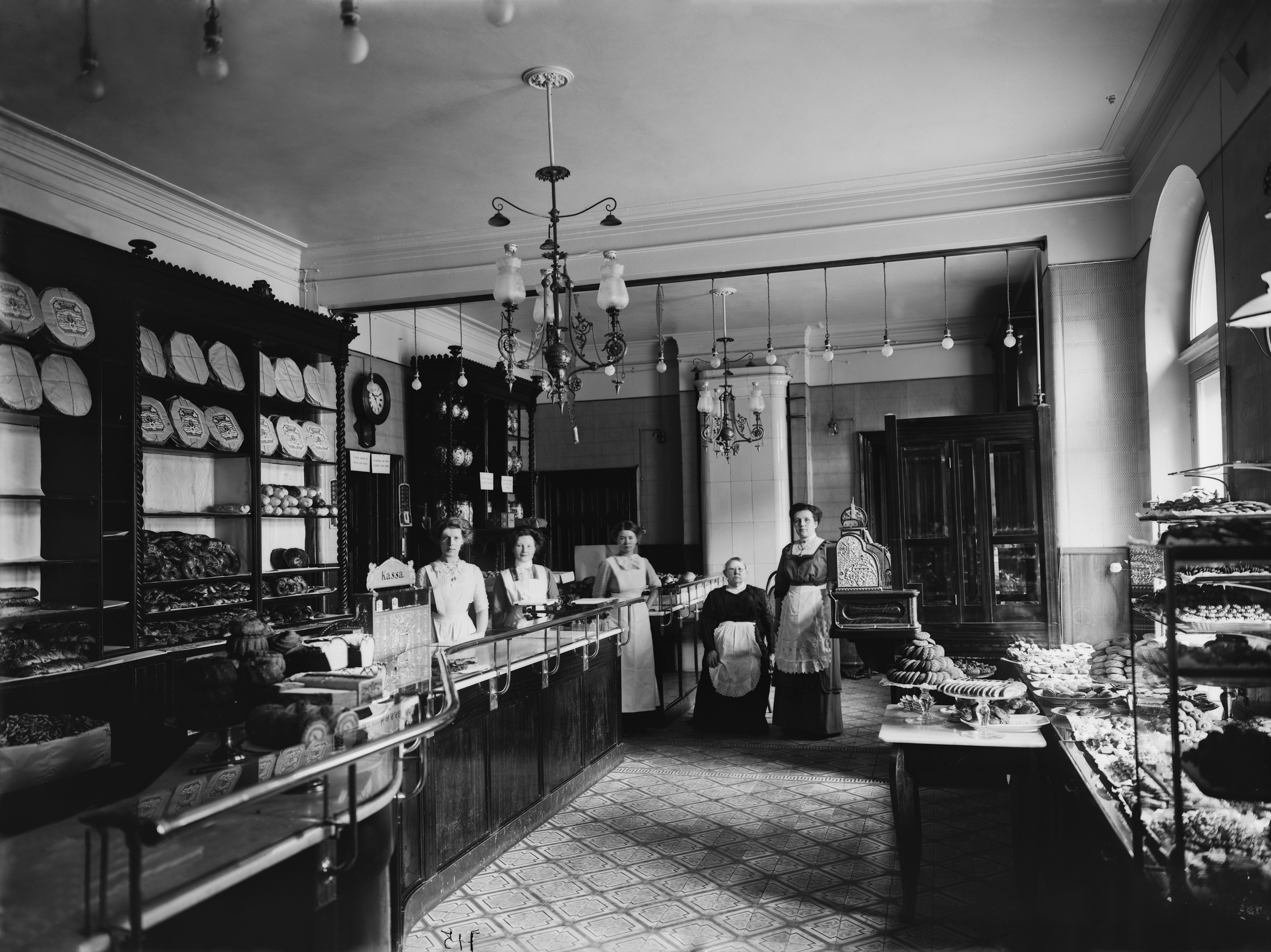
Ekbergs Café, 1912